# NGC 5983
NGC 5983 (również PGC 55845 lub UGC 9983) – galaktyka eliptyczna (E), znajdująca się w gwiazdozbiorze Węża. Odkrył ją Albert Marth 25 marca 1865 roku.